# Unac (Ariège)
Unac (okzitanisch: gleichlautend) ist ein Bergdorf und eine kleine südfranzösische Gemeinde mit 127 Einwohnern (Stand 1. Januar 2022) im Département Ariège in der Region Okzitanien.

## Lage
Der Ort Unac liegt in einer Höhe von 650 bis 680 Metern ü. d. M. im Tal der Ariège am Fuß der Pyrenäen. Der Kurort Ax-les-Thermes befindet sich nur etwa neun Kilometer in südöstlicher Richtung; die Städte Foix und Pamiers liegen 36 bzw. 56 Kilometer nordwestlich.

## Bevölkerungsentwicklung
| Jahr      | 1962 | 1968 | 1975 | 1982 | 1990 | 1999 | 2006 | 2012 | 2019 |
| Einwohner | 170  | 146  | 137  | 121  | 118  | 117  | 122  | 116  | 125  |

Im 19. Jahrhundert hatte der Ort zumeist zwischen 250 und 400 Einwohner. Die Reblauskrise im Weinbau und die Mechanisierung der Landwirtschaft führten im ausgehenden 19. und im 20. Jahrhundert zu einem Verlust an Arbeitsplätzen und in der Folge zu einem kontinuierlichen Rückgang der Einwohnerzahlen bis auf die Tiefstwerte der letzten Jahrzehnte.

## Wirtschaft
Die Einwohner von Unac leben hauptsächlich von der Landwirtschaft (Milch- und Käseproduktion). Im ausgehenden Mittelalter ist die Goldwäscherei im Flussbett der Ariège erwähnt; außerdem standen hier mehrere Wassermühlen. Heutzutage spielt der Tourismus – auch in der Form der Vermietung von Ferienhäusern (gîtes) – eine wichtige Rolle im Wirtschaftsleben der kleinen Gemeinde.

## Geschichte
Im Jahr 1078 schenkte Roger II., Graf von Foix, die von ihm erbaute Kirche von Unac (Huguenacum) der Abtei Cluny, die sie wenige Jahre später (1104) als Prioratskirche an die Abtei Saint-Volusien in Foix übereignete; der Abteibesitz ist in einer Urkunde des Papstes Honorius III. aus dem Jahr 1224 bestätigt. Im Jahr 1213 ist urkundlich eine Burg (château) der Grafen von Foix in Unac erwähnt, womit aber möglicherweise die Kirche gemeint ist, und seit 1272 gehörte Unhaco offiziell zur Grafschaft. In den Jahren zwischen 1318 und 1325 tagte im Ort an insgesamt 370 Tagen ein Inquisitionstribunal unter der Leitung des Bischofs von Pamiers. Das Priorat von Unac endete bereits im Jahr 1665; seitdem wird die Kirche ausschließlich als Pfarrkirche genutzt.

## Sehenswürdigkeiten

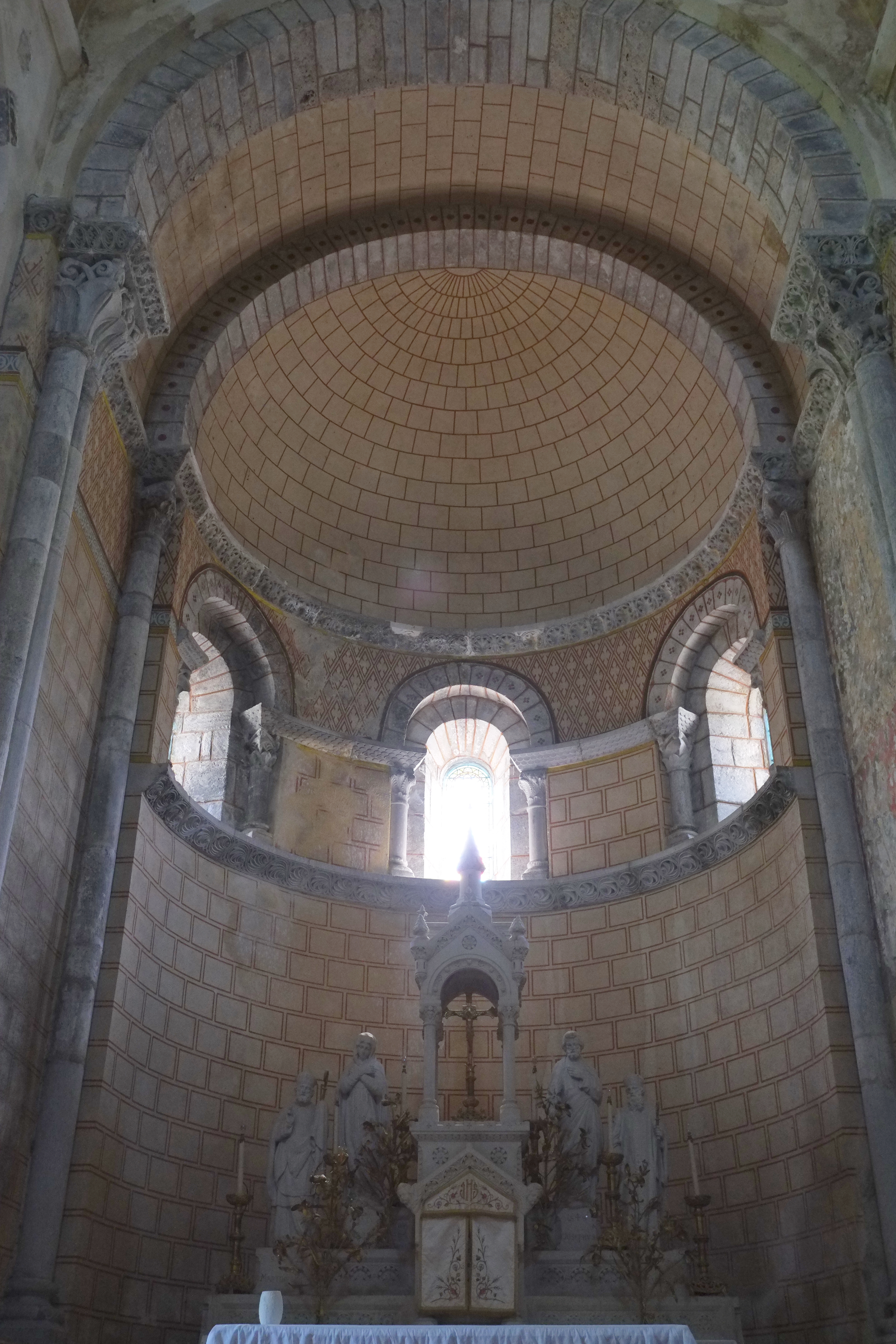
Mittelapsis

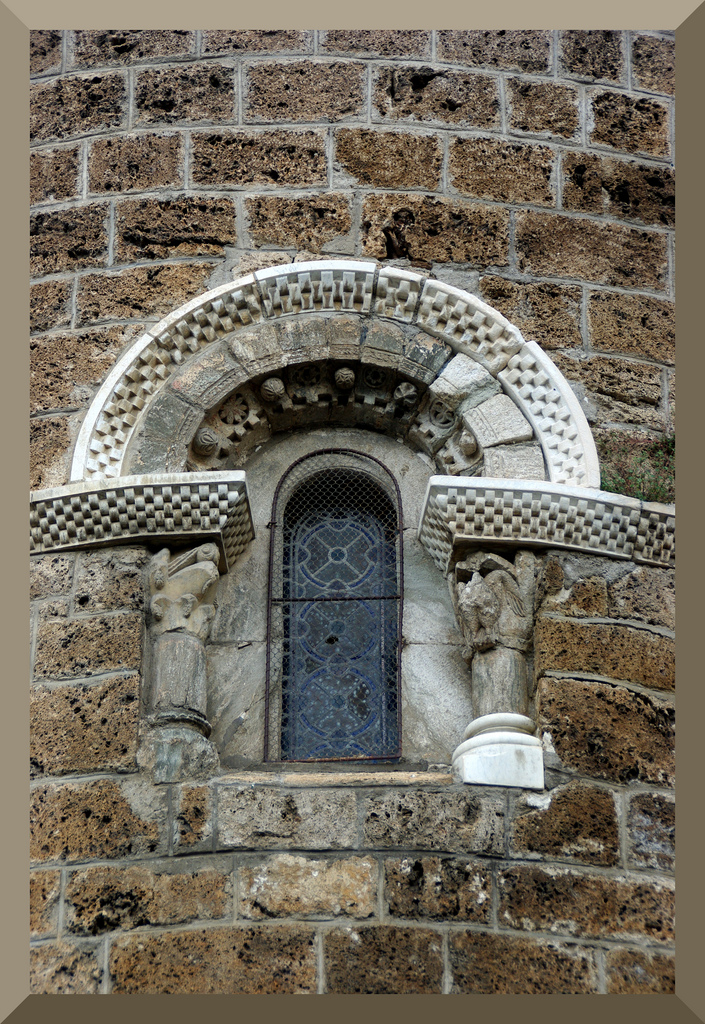
Apsisfenster

Die dreischiffige ehemalige Prioratskirche und heutige Pfarrkirche Saint-Martin beeindruckt durch ihre Lage sowie durch ihre dreiapsidiale Ostpartie und den auf der Südseite stehenden mehrgeschossigen Glockenturm. Die Kirche wurde auf abschüssigem Gelände errichtet, so dass Anschüttungen und Unterfütterungen notwendig wurden. Während von den drei aus exakt behauenem Steinmaterial gemauerten Apsiden nur die mittlere eine Pilastergliederung aufweist und mit drei eindrucksvoll gestalteten Fensterrahmungen aufwartet, zeigt der hochaufragende Glockenturm deutliche Anklänge an den damals in ganz Mittel- und Südeuropa und vor allem im Pyrenäengebiet modernen Lombardischen Baustil (vgl. beispielsweise die Kirchtürme von Mérens-les-Vals, Sant Climent de Taüll oder der Kathedrale von Vic); das Satteldach und die beiden Uhren sind spätere Hinzufügungen. Das in späterer Zeit erneuerte Portal befindet sich auf der Südseite; das tonnengewölbte Innere der Kirche ist teilweise verputzt und mit Fugenmalereien versehen. Das Kirchenbauwerk ist bereits seit dem Jahr 1846 als Monument historique anerkannt.